# رستگاری در هشت و بیست دقیقه
رستگاری در هشت و بیست دقیقه فیلمی به کارگردانی و تهیه‌کنندگی سیروس الوند و نویسندگی محمدهادی کریمی محصول سال ۱۳۸۳ ایران می‌باشد. این فیلم در تیر ۱۳۸۴ بر روی پرده سینما ایران رفته است.

## خلاصه داستان
زنی ناشناس در محله‌ای سنتی در جنوبی‌ترین نقطه تهران سکنی می‌گزیند. یک گروه پرشور در محله که می‌خواهند «حُکمِ خدا» را اجرا کنند، حضور زن را که رفت و آمدهای مشکوکی هم دارد برنمی‌تابند و از او می‌خواهند که محله را ترک کند. زن اما نمی‌پذیرد و می‌ماند. یکی از جوان‌ها مأمور مقابله با زن می‌شود و…

## بازیگران
- بهرام رادان
- مهتاب کرامتی
- شهاب حسینی
- سیاوش طهمورث
- صغری عبیسی

## حواشی
در صحنه‌ای از فیلم، فؤاد (با بازی شهاب حسینی) که به اقدامات خودسرانه و خشونت‌آمیز برای اصلاح جامعه اعتقاد دارد، در حال مطالعه کتاب هایدگر و استعلا است.
بیژن عبدالکریمی (نویسندهٔ کتاب) با انتشار مقاله‌ای در نشریه مدرسه، به سیروس الوند اعتراض کرد.

## جشنواره‌ها
جشنواره‌های فیلم رستگاری در هشت و بیست دقیقه به ترتیب زیر است:

### جشنواره فیلم فجر ـ دوره بیست و سوم
- کاندیدا بهترین نقش دوم مرد (شهاب حسینی)

### جشن خانه سینما ـ دوره نهم
- کاندیدا بهترین جلوه‌های ویژه (اصغر پورهاجریان)
- کاندیدا بهترین بهترین چهره‌پردازی (سودابه خسروی)

### حضور در جشنواره‌ها
- جشن خانه سینما ـ دوره هشتم
- جشنواره بین‌المللی فیلم پونا ـ دوره چهارم (هندوستان)